# Giddings (Texas)
La ville de Giddings est le siège du comté de Lee, dans l’État du Texas, aux États-Unis. Sa population s’élevait à 4 881 habitants lors du recensement de 2010, estimée à 5 106 habitants en 2017.

## Personnalités
- Charlie Mary Noble (1877-1959), enseignante d'astronomie et de mathématiques, est née à Giddings.